# Судзуки, Масахару
Масахару Судзуки (яп. 鈴木 正治 Судзуки Масахару, род. 3 августа 1970, Яидзу, Сидзуока) — японский футболист.

## Карьера
На протяжении своей футбольной карьеры выступал за клубы «Иокогама Маринос», «Нагоя Грампус Эйт».

## Национальная сборная
С 1995 по 1996 год сыграл за национальную сборную Японии 2 матча.

## Статистика за сборную
| Сборная Японии | Сборная Японии | Сборная Японии |
| Год            | Матчи          | Голы           |
| -------------- | -------------- | -------------- |
| 1995           | 1              | 0              |
| 1996           | 1              | 0              |
| Итого          | 2              | 0              |

## Достижения

### Командные
- Джей-лиги: 1989/90, 1995
- Кубок Императора: 1989, 1991, 1992

### Индивидуальные
- Включён в сборную Джей-лиги: 1995